# Embalse de Los Hurones

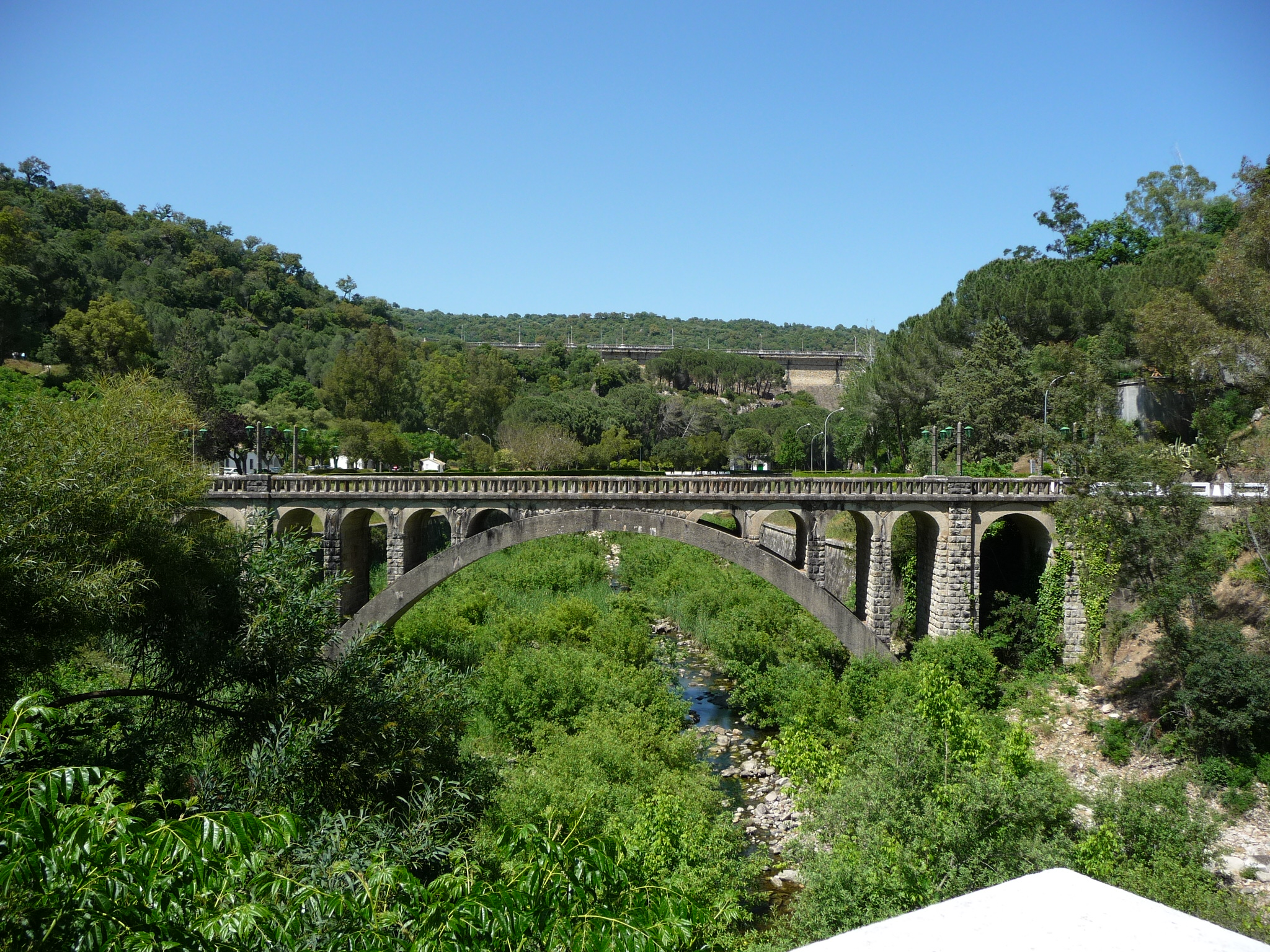
Salida de agua.

El embalse de  Los Hurones pertenece a la cuenca hidrográfica Guadalete-Barbate y se encuentra ubicado en la provincia de Cádiz (España), dentro de los términos municipales de Jerez de la Frontera, El Bosque, Benaocaz, Ubrique, Arcos de la Frontera y San José del Valle. Fue puesto en servicio en 1964. Se surte del río Majaceite, tiene una capacidad de embalsado de 135 hm³ y ocupa una superficie de 900 ha. La presa es tipo gravedad construida con bloques de hormigón hechos in-situ recubierta de piedra arenisca extraída de las inmediaciones. Existe una conducción general hasta un gran depósito regulador en el Cerro de San Cristóbal de donde parten las conducciones y ramales correspondientes a las diversas poblaciones que abastece.

## Características ambientales de la cuenca

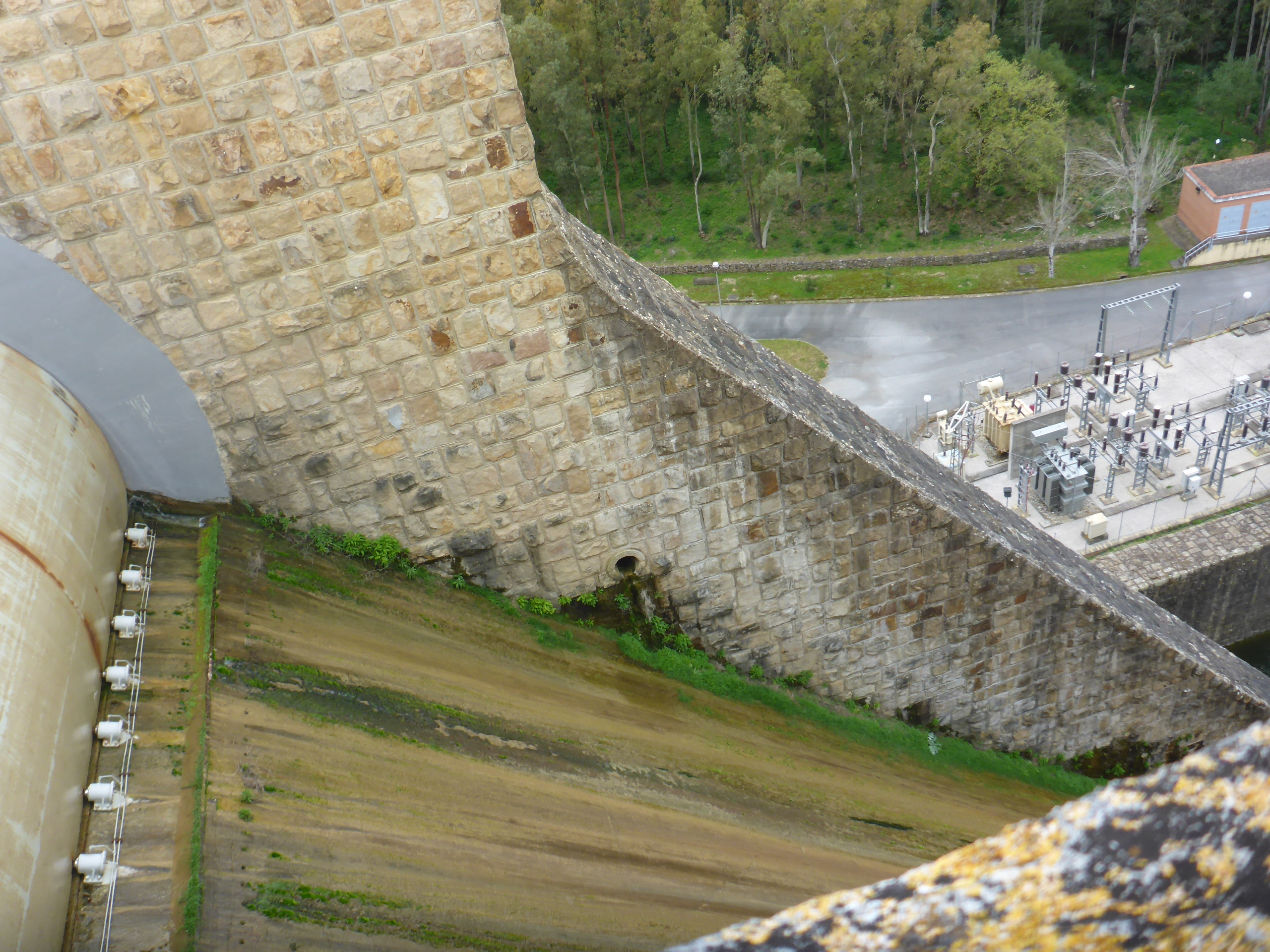
Esclusas

De acuerdo con los datos técnicos del embalse que aporta la Confederación Hidrográfica de Guadalquivir, el embalse se encuentra en una cuenca hidrográfica con relieve montañoso y 90% de  vegetación climática y con uso forestal. La geología del embalse consiste en areniscas, margas, arcillas abigarradas, ofitas, carniolas y dolomías.
El embalse cuenta con un poblado anexo de 32 viviendas, una piscina, un bar y una iglesia.
Igualmente, existe una conexión para el trasvase de agua del Guadiaro al embalse.
Su desembalse va al pantano de Guadalcacín.

## Poblado
Durante su construcción se levantó un poblado que incluía una capilla dedicada a la Virgen del Pilar.
En 2019 se aprueba una inversión para hacer un uso turístico del poblado.

## Área recreativa
La zona cuenta con el área recreativa "Charco de los Hurones" de reciente construcción (año 1998) pero que al carecer de las medidas básicas de seguridad no se ha podido explotar, quedando su futuro incierto.